# Hoàng đế và Quốc vương bệ hạ
Hoàng đế và Quốc vương bệ hạ (Imperial and Royal Majesty, viết tắt là HI&RM) là tước hiệu sử dụng bởi Hoàng đế kiêm Quốc vương và các phối ngẫu của họ với tư cách là người đứng đầu triều đình đế quốc đồng thời là hoàng gia. Tước hiệu này được sử dụng bởi Hoàng đế Áo (đồng thời là vua của Hungary và Bohemia) và Hoàng đế Đức (đồng thời là vua của Phổ). Các chế độ quân chủ của Áo và Bohemia bị bãi bỏ vào năm 1918 trong khi ngai vàng của Hungary bị bỏ trống tiếp tục tồn tại cho đến những năm 1940.

## Các ví dụ
- Napoleon I cũng được phong tước hiệu Hoàng đế và Quốc vương bệ hạ trong thời gian 1805 và 1814 là Hoàng đế Pháp và Vua Ý.
- John VI của Vương quốc liên hiệp Bồ Đào Nha, Brazil và Algarves tước hiệu là Quý ngài Hoàng đế và Quốc vương bệ hạ, từ 1825, khi Bồ Đào Nha và Brazil ký Hiệp ước Rio de Janeiro, công nhận nền độc lập của Brazil nhưng phong cho John VI là Hoàng đế Brazil, tới 1826, khi ông qua đời.
- Franz Joseph I của Áo còn được phong là "Quý ngài Hoàng đế và Tông đồ vương bệ hạ" (Seine Kaiserliche und Königliche Apostolische Majestät) cùng với vợ của ông là Hoàng hậu Elisabeth, có tước hiệu "Quý bà Hoàng hậu và Tông đồ vương bệ hạ" (Ihre Kaiserliche und Königliche Apostolische Majestät). Trong trường hợp gọi chung hai vợ chồng là "Hoàng đế và Tông đồ vương bệ hạ của họ" (Ihre Kaiserlichen und Königlichen Apostolischen Majestäten).
- Victoria I của Liên hiệp Anh cai trị là Nữ vương-Nữ hoàng của Ấn Độ trong thời gian 1876 và 1901. Những người kế vị của bà, Vua Edward VII, Vua George V, Vua Edward VIII và Vua George VI trị vì là Vua-Hoàng đế (1901–47). Tuy nhiên, các quốc vương này không sử dụng tước hiệu Hoàng đế và Quốc vương bệ hạ, thay vào đó họ thích sử dụng Bệ hạ.
- Vittorio Emanuele III của Ý tuyên bố ngôi vị Ethiopia và Albania là Hoàng đế Ethiopia (1936–41) và Vua của Albania (1939–43).
- Vị Hoàng đế kiêm Quốc vương sử dụng tước hiệu cuối cùng là Mohammad Reza Shah Pahlavi, Shah cả Iran (trị vì: 1941–79).